# Casa Tinsman
La Casa Tinsman (en inglés: Tinsman House) es una casa histórica ubicada en Opa-locka, Florida. La Casa Tinsman se encuentra inscrito  en el Registro Nacional de Lugares Históricos desde el 17 de agosto de 1987.  

## Ubicación
La Casa Tinsman se encuentra dentro del condado de Miami-Dade en las coordenadas 25°54′34″N 80°15′00″O / 25.909444, -80.25.